# Битва у Ольгинского кордона
Би́тва у О́льгинского кордо́на — произошла 18 (30) января 1810 года между двумя сотнями казаков, нёсшими пограничную службу на Черноморской кордонной линии, и 4-тысячным ополчением закубанских черкесов (адыгов), совершивших набег на их земли.

## Ольгинский кордон
Ольгинский кордон — казачье пограничное укрепление, построенное в июне 1794 года на правом берегу реки Кубани на опушке Красного (Красивого) леса на месте бывшего фельдшанца Римского (изначальное название ― Верхкаракубанский), возведённого ещё А. В. Суворовым для контроля над Старинным бродом (или Талызинская переправа).
В данный период Ольгинский кордон входил в состав 3-й части Черноморской кордонной линии. Начальником Ольгинского кордона был командир 4-го конного Черноморского полка войсковой полковник Л. Л. Тиховский. В кордоне также размещалась штаб-квартира 4-го конного полка.
Ныне точное место где располагался Ольгинский кордон не установлено, так как остатки его укреплений, предположительно, были смыты наводнением 1929 года. Известно лишь, что этот пост стоял в излучине Кубани, около трёхсот метров от берега, недалеко от нынешнего хутора Тиховский Красноармейского района Краснодарского края. На месте же самой битвы (или близ её) ныне находится небольшое сельское кладбище, в 4 километрах от посёлка Колос. Там же стоит и крест на могиле павших в той битве казаков.

## Предпосылки
В январе 1810 года на Черноморской кордонной линии из за Кубани участились случаи вторжения в русские пределы (земли черноморских казаков) отдельных черкесских отрядов с целью грабежа и захвата пленных, для дальнейшей их продажи в рабство. 13 (25) января горец Хамыш сообщил войсковому есаулу Порохне, что в горах формируется «грозное» военное ополчение из черкесских племён с намерением напасть на Елизаветинский и Павловский кордоны. В то же время пограничным частям на Кубани строго запрещалось вторгаться в пределы Черкессии для преследования неприятеля, как и вести на его территории боевые действия. Для этого следовало получить разрешение высшего военного начальства, которое находилось в то время в Херсоне.
Набег закубанских черкесов на Черноморскую кордонную линию 18 (30) января 1810 года, ровно как предыдущие и последующие, являлся одной из составляющих Русско-турецкой войны. Номинально черкесы являлись подданными Османской империи и совершали свои набеги при попечительстве турецкого паши из Анапы. Сами же горцы совершали свои набеги в первую очередь с целью наживы.

## Набег

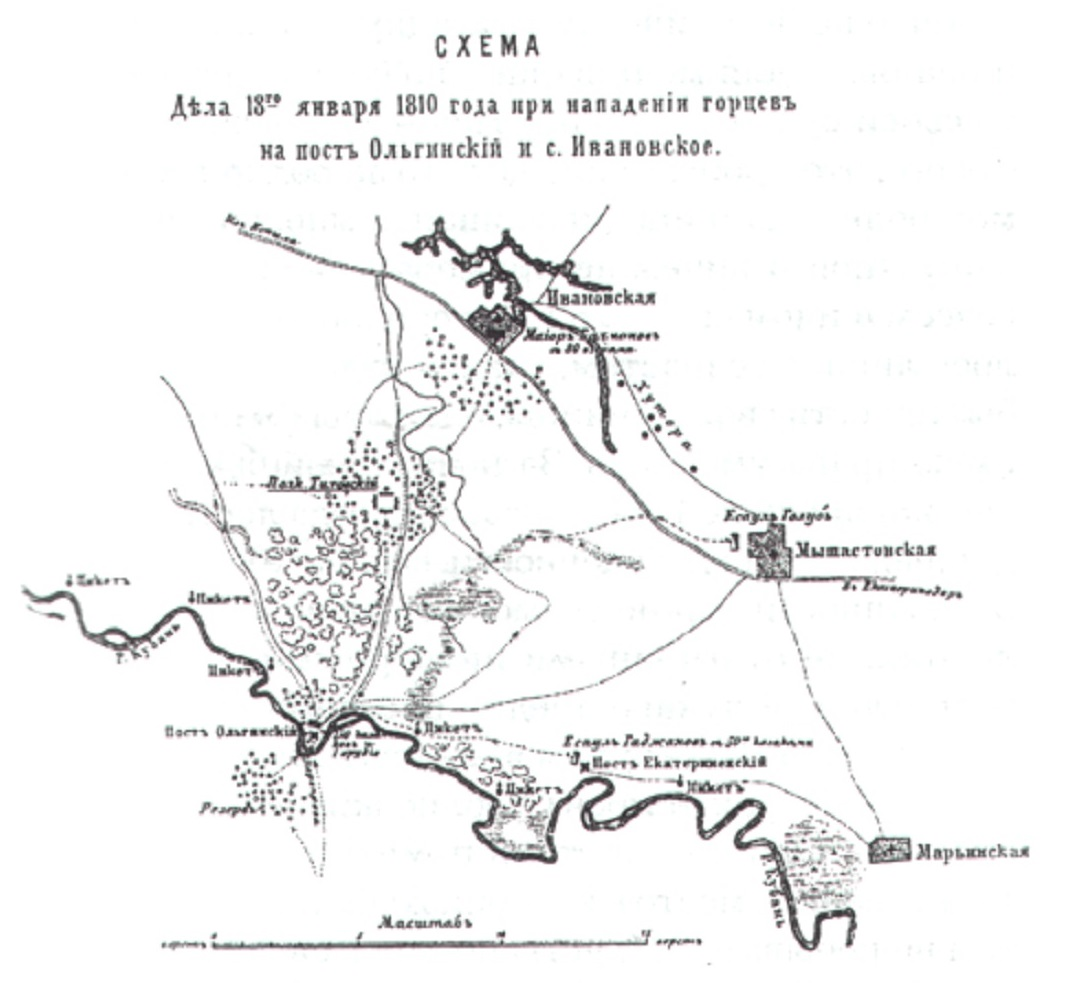
Схема дела 18 января 1810 года при нападении горцев на пост Ольгинский и с. Ивановское.

Ранним утром 18 (30) января 1810 года близ Ольгинского поста закубанские черкесы в числе около 4 тысяч человек принялись по льду переходить Кубань. Горцы шли открыто с распущенными двумя красными и двумя белыми знамёнами. Конный казачий разъезд из 15 человек под началом зауряд-хорунжего Жирового обнаружил их в 9 часов утра и осведомил об этом Ольгинский пост. Войсковой полковник Л. Л. Тиховский, произведя с вала три орудийных сигнальных выстрела, тут же разослал в смежные кордоны и селения гонцов, однако все пути сообщения к тому времени были уже перекрыты горцами. Из всех гонцов смог проскочить только один, направленный с донесением к войсковому старшине.
Около 2 тысяч конных черкесов, переправившись на правый берег, разделись на три части, одна из которых направилась к Ниже-Стеблиевскому, другая к Ивановскому селениям (куреньям), а третья блокировала дорогу, ведущую к Славянскому кордону.
В 10-м часу утра горцы «с великою силою» нахлынули на селение Ивановское. Однако ворвавшись в центр селения, они были встречены ружейным огнём занявших там оборону 80 егерей при 3 офицерах 22-го егерского полка под командой майора Бахманова. Выбитые из центра горцы принялись грабить и жечь окрестные дворы, а также захватывать в плен или убивать не успевших укрыться жителей. Тогда Бахманов несмотря на малочисленность своей команды, личным примером «воодушевив» егерей и вооружённых жителей, повёл их в штыковую атаку. Не выдержав их «отчаянной» атаки, горцы бросились обратно к Кубани. При этом по уходящим черкесам егеря продолжали вести огонь из ружей.

## Битва
На помощь в Ольгинский кордон через Красный лес из Ново-Екатериновского поста сумел пробиться с казачьей полусотней, услышавший пушечные выстрелы, 11-го конного полка полковой есаул Ф. Гаджанов. У переправы оставались или ещё продолжали переходить реку около 2 тысяч пеших горцев.
Тиховский с двумя сотнями конных и пеших казаков (включая полусотню Гаджанова) и 3-фунтовой пушкой с боезапасом в 25 ядер и 25 картечи вышел из кордона и направился к месту прорыва. Завидев пеших черкесов, двигавшихся густой колонной по дороге, ведущей на Славянский пост через многие селения, казачий отряд открыл по ним огонь. Горцы, увидев позади себя неприятельский отряд, развернулись и устремились на него в атаку. Тиховский тем временем, отослав коней обратно на кордон, построил свой отряд в пеший боевой порядок. Первые же орудийный выстрел и ружейный залп остановили атаку горцев. Тем временем, пока последние подбирали своих убитых и раненных, казаки успели перезарядить орудие и ружья, после чего повторили артвыстрел и ружейный залп. В результате горцы, понеся очередные потери принялись отступать.
Вскоре другая часть горцев, только перешедшая реку и соединившись с первой, продолжила атаку на казаков. Последние, оставаясь на своей позиции, продолжали вести артиллерийский и ружейный огонь, держа неприятеля «на почтительном отдалении». Значительное преимущество казакам давало орудие.
После 4-часового сражения у казаков начали иссякать боеприпасы. Именно в это время черкесская конница, которая возвращалась от Ниже-Стеблиевского и Ивановского селений и услышав, что идёт бой, устремилась на помощь своим. Казаки, увидев несущуюся на них с тыла неприятельскую конницу, повернули орудие с последним зарядом и произвели выстрел. «Последний пушечный выстрел скосил передние ряды нападавших», однако это не остановило стремительно несущихся в атаку горцев. К тому моменту у казаков закончились и ружейные патроны. Черкесская конница, окружив казачий отряд, вступила с ним кровопролитный рукопашный бой.
Получивший уже множество ранений Тиховский, скомандовав ― «в ратища» (в пики), предпринял отчаянную попытку вырваться из окружения, но, по выражению Ф. А. Щербины, «горцы задавили своей огромною массою малочисленный казачий отряд».
Из окружения сумели пробиться только 18 человек, включая тяжело раненного Гаджанова, которого казаки вынесли на себе. Им помогли пробиться прибывшие на помощь из станицы Мышастовской 60 казаков под командой полкового есаула Голуба. Последний ещё по первой тревоге поспешил к Ивановскому селению, но по прибытии туда нападение горцев было уже отбито. Тогда он тут же направился к Ольгинскому кордону. Из-за наступления темноты горцы не решились преследовать прорвавшихся казаков и забрав орудие и 40 «покрытых ранами» казаков в плен, а также своих раненных и часть убитых соплеменников ушли за Кубань.
Вернувшийся на поле битвы Голуб нашёл среди множества тел раненными только 4 казаков и одного урядника, которых тут же отправил на кордон. Остальные 147 человек, включая Тиховского, были мертвы. Всего в живых осталось только 22 человека, при чём у всех у них были ранения различной степени тяжести. 6 из них умерли от ран в тот же день. На следующий день около 500 тел погибших черкесов были погребены Голубом и его казаками на месте битвы, где над павшими образовались в виде насыпи два кургана.

## Потери
С русской стороны потери составляли: убитыми ― 3 офицера и 144 нижних чинов, ранеными ― 2 офицера и 16 нижних чинов. 40 человек, также раненных, и орудие были уведены черкесами.
Кроме того, в других селениях черкесами были захвачены в плен 33 казака, 5 казачек и 22 рядовых егерского полка. Было сожжено несколько строений и угнано до 100 лошадей, до 2 тысяч голов рогатого скота и 1,5 тысяч овец.
Точные потери черкесов убитыми и раненными неизвестны, так как многих они по устоявшемуся у них обычаю унесли с собой. Тем не менее, на поле битвы оставалось лежать около 500 тел погибших черкесов. Как отмечал Ф. А. Щербина,
И в то время, когда в казачьих селениях раздавался плачь в одиночных семьях, сплошные вопли слышались по аулам, отдавшим в жертву кровавой борьбы лучшую часть мужского населения.— Ф. А. Щербина. «История Кубанского казачьего войска», 1913, Т. 2.

## Последствия
26 января (7 февраля) горцы повторили набег, но на этот раз они не имели такого успеха, как в предыдущий. Наказной атаман Черноморского казачьего войска генерал-майор Ф. Я. Бурсак неоднократно ходатайствовал о дачи разрешения на проведение военной карательной экспедиции (репрессалии) за Кубань. Наконец военный губернатор Херсона генерал-лейтенант Дюк де Ришельё сумел исходатайствовать то разрешение лично у Александра I.
17 февраля (1 марта) Ф. Я. Бурсак с отрядом из казаков и регулярной пехоты переправился на левый берег Кубани и, вторгшись в земли чичинейцев и абадзехов, то есть тех племён, которые участвовали в нападениях на казачьи селения и в частности в деле у Ольгинского кордона, принялся истреблять их аулы. Застигнутые врасплох горцы, обратились в беспорядочное бегство, «жёны и дети их искали спасения, бросаясь полунагие в реку и окрестные болота, вязли в грязи, утопали». При этом казаки проявляли чрезмерную жестокость, убивая всех жителей вне зависимости от их пола и возраста. Сам Бурсак вынужден был вмешаться, но успел спасти от смерти только 14 мужчин и 24 женщины. В результате данной экспедиции были сожжены и уничтожены все жилища, хлеб, сено и прочее имущество горцев. С собой были уведены до 100 лошадей, 3 тысяч голов рогатого скота и столько же овец.

## Награды
Император Александр I по получении Всеподданнейшего донесения о подвиге 18 (30) января велел представить оставшихся после того сражения в живых казаков к Знаку отличия Военного ордена. Торжественное награждение состоялось 5 (17) сентября на Крепостной площади Екатеринодара.

## Память

### Памятник

Крест на могиле защитников Ольгинского кордона.

В 1848 году подполковник Барыш-Тыщенко ходатайствовал о возведении памятника «Тиховскому и его сподвижникам». Однако высшая военная администрация не дала разрешение на подписку пожертвований среди казаков на его возведение. Жители же станицы Новокорсунской, не испрашивая на то разрешения начальства, соорудили в станичной церкви образ с перечнем имён павших в той битве.
Во второй половине 1850-х годов наказной атаман генерал Г. И. Филипсон дал разрешение на подписку пожертвований, однако главнокомандующий войсками Отдельного Кавказского корпуса генерал от инфантерии князь А. И. Барятинский нашёл неуместным «чествование казачьих героев памятником», аргументируя это тем, что «все они были или убиты, или изранены». Впрочем, вместо монумента разрешено было установить обелиск с надписью о событии.
Наконец в 1868 году войсковой старшина В. С. Вареник всё-таки исходатайствовал разрешение. 3 (15) октября 1869 года при значительном содействии наказного атамана генерал-лейтенанта М. А. Цакни и командира Псекупского конного полка полковника И. Д. Попки на братской могиле был установлен каменный крест, а 23 ноября (5 декабря) состоялось его освещение. На медной табличке, прикреплённой к нему, были высечены имена погибших.
В советский период памятник на братской могиле пришёл в запустение. Ограда была снесена, а вокруг памятника хоронили жителей появившегося у Красного леса посёлка. Через некоторое время посёлок перенесли, и кладбище осталось заброшенным, а могила утерянной. Лишь в 1973 году историком-краеведом В. А. Соловьёвым могила была найдена и вновь отмечена.

### Чествование
Вплоть до 1914 года у могилы ежегодно проводились поминальные панихиды. С 1991 года у могилы вновь продолжили традицию чествования павших героев казаков-пограничников у Ольгинского кордона. На ней ежегодно проходят Тиховские поминовения. 29 ноября 2006 года Законодательным Собранием Краснодарского края в законе «Об установлении праздничных дней и памятных дат в Краснодарском крае» Тиховские поминовения были узаконены по первым субботам мая. Особо торжественно было отмечено 200-летие «подвига бессмертного гарнизона» в 2010 году, сопровождавшегося шествием казачьего парада по предполагаемому месту битвы.
Немаловажно также отметить, что, как заметил публицист С. Ильченко, у представителей кавказских этносов отсутствуют какие-либо претензии или публичные обиды к чествованию казаками данного события, хотя при этом первый зам. губернатора Краснодарского края Д. Х. Хатуов по национальности является адыгом. Однако, профессор Х. И. Тугуз констатировал, что в данном случае происходит некая «односторонняя печаль в обоюдно истребительной войне». В частности, он отмечал, что
тех 500 безымянных черкесов, погибших в том жестоком бою, ни казаки, ни адыги, ни православные, ни мусульмане не поминают.Х. И. Тугуз. «Вестник Адыгейского государственного университета», 2005, № 2.
.

### В художественной литературе
- Иван Шереметьев. «Ольгинский кордон» (повесть, 1956).